# Гиралтовце
Гиралтовце (слч. Giraltovce, мађ. Girált) су град у Словачкој, у оквиру Прешовског краја, где су у саставу округа Свидњик.

## Географија
Гиралтовце су смештене у североисточном делу државе. Главни град државе, Братислава, налази се 450 km западно од града.
Рељеф: Гиралтовце су се развиле у области Шариш. Град се сместио у долини реке Топле, испод планине Ниски Бескиди. Надморска висина граде је око 200 метара.
Клима: Клима у Гиралтовцама је умерено континентална.
Воде: Код Гиралтоваца се речица Радомка улица у реку Топлу.

## Историја
Људска насеља на простору Гиралтоваца везују се још за праисторију. Насеље под данашњим именом први пут се спомиње 1487. године.
Крајем 1918. године. Гиралтовце су постале део новоосноване Чехословачке. У време комунизма насеље је индустријализовано, па је дошло до повећања становништва. После осамостаљења Словачке град је постао општинско средиште, али је дошло и до проблема везаних за преструктурирање привреде.

## Становништво
| Година:    | 1994. | 2004.   | 2014.   | 2024.   |
| ---------- | ----- | ------- | ------- | ------- |
| Број људи: | 4220  | 4186    | 4148    | 3958    |
| Разлика:   |       | -0,80 % | -0,90 % | -4,58 % |

| Година:    | 2023. | 2024.   |
| ---------- | ----- | ------- |
| Број људи: | 3997  | 3958    |
| Разлика:   |       | -0,97 % |

Данас Гиралтовце имају нешто више од 4.000 становника и последњих година број становника стагнира.
Етнички састав: По попису из 2001. године састав је следећи:
- Словаци - 95,0%,
- Чеси - 3,5%,
- Русини - 0,4%,
- остали.

Верски састав: По попису из 2001. године састав је следећи:
- римокатолици - 59,8%,
- лутерани - 23,2%,
- гркокатолици - 8,1%,
- атеисти - 5,1%,
- православци - 1,0%,
- остали.

## Партнерски градови
- Шаблон:Подаци о застави ПОЛ Устшики Долне